# Бил Нај научник
Бил Нај научник је америчка образовна и комична ТВ емисија која је емитована од 10. септембра 1993. године до 20. јуна 1998. године и водио ју је Бил Нај. Емисија је емитована на Пи-Би-Ес каналу.
Свака од 100 полусатних епизода је имала за циљ да научи дечију публику неку одређену тему из природних наука.

## Синопсис
Бил је висок и витак научник који увек носи плави лабораторијски мантил и лептир-машну. Он меша озбиљну науку свакодневнице са хумором. Сваки епизода почиње са Билом који улази у "Најеву Лабораторију", која је испуњена са разном научнимом опремом.
Постоји неколико појединачних сегмената који се појављују у свакој епизоди, као што су "Кул научници", која је заправо део где експерт из области коју епизода прекрива, прича о тој области, "Узмите у обзир следеће", где Бил разматра одређени аспект теме или "Кућни експеримент", где је публика приказана како прави експерименте које деца могу урадити код куће, а који се односе на тему. Такође има и сегмент "Да ли сте знали да ..... Сада знате ", у ком Нај прича о занимљивим чињеницама.
Свака епизода се завршава са Билом, који каже : "Па, то је био наш шоу. Хвала на гледању. Видимо се!".

## Музика
Једна од главних карактеристика емисије, је та што у скоро свакој епизоди има једна песма која је пародија неке познате песме.
Осим уводне песме, у емисији су  пуштане разне популарне песме, попут:
- "Blood in the Gutter" - Лери Џонсон
- "Dramatic Impact #3" - Ивор Слени
- "The Gunfighter" - Енио Мориконе
- "Hit and Run" - Ралф Долиморе
- "Killer Birds" - Грегор Нархолз
- "Spindlelegs" - Кинг Палмер
- "Acts of Heroism (C)"
- "Saw Theme"
- "Graveyard"

## Продукција
Емисију је осмислио комичар Рос Шафер и емисија је снимљена у продукцији Дизни образовног програма у Сијетлу.
Спикер је био Пет Кешмен, кога је Нај упознао док је глумио у емисији Скоро уживо. Уводну песму емисије је компоновао Мајк Грин.
Емисију је првенствено финансирала Национална фондација за наукум,  али су је и гледаоци делимично финансирали, као и разни спонзори.

## Епизоде
Емисија је имала укупно 5 сезона од по 20 епизода.

### Прва сезона
| Бр. | Наслов             | Музика                                                                                             | Емитована   |
| --- | ------------------ | -------------------------------------------------------------------------------------------------- | ----------- |
| 1   | Лет (премијера)    | Највана – "Smells Like Air Pressure" Пародија "Smells Like Teen Spirit" - Нирвана                  | 10.9.1993.  |
| 2   | Земљина кора       | Магдона – "Crust" Пародија "Vogue" - Мадона                                                        | 17.9.1993.  |
| 3   | Диносауруси        | J.C. – "Mr. Dino" Пародија "Mr. Wendal" -Arrested Development                                      | 24.9.1993.  |
| 4   | Кожа               | Без музике                                                                                         | 1.10.1993.  |
| 5   | Пловност           | Sure Floats-a lot – "Bill's Got Boat" Пародија "Baby Got Back" - Sir Mix-a-Lot                     | 8.10.1993.  |
| 6   | Гравитација        | Attraction Action – "G-R-A-V-I-T-Y" Пародија "Twilight Zone" - 2 Unlimited                         | 15.10.1993. |
| 7   | Варење             | Dy Gestion – "Can't Eat This" Пародија "Can't Truss It" - Public Enemy                             | 22.10.1993. |
| 8   | Агрегатно стање    | Phaze Change – "Solid Liquid Gas" Пародија "Rebirth of Slick (Cool Like Dat)" -Digable Planets     | 29.10.1993. |
| 9   | Биодиверзитет      | Bio Di Versity – "We're all Connected" Пародија "Connected" -Stereo MC's                           | 5.11.1993.  |
| 10  | Једноставне машине | The Pulley Ramp Five – "ABC's of Machinery" Пародија "ABC" - The Jackson 5                         | 12.11.1993. |
| 11  | Месец              | The Lunatics – "Moon Cycle" Пародија "Bicycle Race" - Queen                                        | 19.11.1993. |
| 12  | Звук               | Gloria Wavelength and the Vibrations – "Sound is a VIBE" Пародија "I Will Survive" - Gloria Gaynor | 26.11.1993. |
| 13  | Ђубре              | Trash E. Trash – "R.E.C.Y.C.L.E." Пародија "Respect" -Aretha Franklin                              | 3.12.1993.  |
| 14  | Грађевина          | Stress N' Tension – "Let's Talk About Stress" Пародија "Let's Talk About Sex" - Salt-n-Pepa        | 10.12.1993. |
| 15  | Годишња доба       | "Rhyme and Season"                                                                                 | 17.12.1993. |
| 16  | Светлост и боја    | The Bent Wavelengths – "Light and Colour" Пародија "Sweating Bullets" - Megadeth                   | 24.12.1993. |
| 17  | Ћелије             | Mighty Chondria – "Cellular Haze" Пародија "Purple Haze" - Jimi Hendrix                            | 21.1.1994.  |
| 18  | Електрицитет       | Billy Ray Cyrcuits – "AC/DC Charge" Пародија "Achy Breaky Heart" - Billy Ray Cyrus                 | 28.1.1994.  |
| 19  | Свемир             | Elve Centuri – "Celestial Hotel" Пародија "Heartbreak Hotel" - Elvis Presley                       | 4.2.1994.   |
| 20  | Око                | The Eye Doctors – "Two Eyes" Пародија "Two Princes" - The Spin Doctors                             | 11.2.1994.  |

### Друга сезона
| Бр. | Наслов                | Музика | Емитована   |
| --- | --------------------- | --- | ----------- |
| 1   | Магнетизам            | N.S. Cool J. – "Opposites Attract" Пародија "Jump" - Kriss Kross                                                | 18.2.1994.  |
| 2   | Ветар                 | Wind Dee – "Wind Is In Your Hair" Пародија "Groove Is in the Heart" - Deee-Lite                                 | 25.2.1994.  |
| 3   | Крв и циркулација     | AB+ – "Blood Stream" Пародија "Love Shack" - The B-52's                                                         | 4.3.1994.   |
| 4   | Хемијске реакције     | Chemical Reactions – "Don't Try This at Home" Пародија "State of Attraction" - Paula Abdul                      | 11.3.1994.  |
| 5   | Статични електрицитет | The Sticky Socks – "Static Electricity" Пародија "Turning Japanese" - The Vapors                                | 18.3.1994.  |
| 6   | Храна                 | Food Webby Web – "(It's The) Food Web" Пародија "Who Am I (What's My Name)?" - Snoop Dogg                       | 25.3.1994.  |
| 7   | Оптика                | Queen Lighteefa – "B.E.N.T." Пародија "U.N.I.T.Y." - Queen Latifah                                              | 10.9.1994.  |
| 8   | Кости и мишићи        | Steppenbone – "Bones in my Body" Пародија "Born to Be Wild" - Steppenwolf                                       | 17.9.1994.  |
| 9   | Океанографија         | Gulfstream Girls – "Deep Ocean Currents" Пародија "California Girls" - The Beach Boys                           | 24.9.1994.  |
| 10  | Топлота               | LeHot – "LeHeat" Пародија "Le Freak" - Chic                                                                     | 1.10.1994.  |
| 11  | Инсекти               | UB Buggy – "Jah Mon, Insects Rule" Пародија - UB40                                                              | 9.10.1994.  |
| 12  | Баланс                | Torquer – "Balance This" Пародија "Get Off This" by- Cracker                                                    | 15.10.1994. |
| 13  | Сунце                 | Deep Yellow – "My Favorite Star" Пародија "Highway Star" - Deep Purple                                          | 22.10.1994. |
| 14  | Мозак                 | En Lobe – "Whatta Brain" Пародија "Whatta Man" - En Vogue with Salt-n-Pepa                                      | 29.10.1994. |
| 15  | Шуме                  | John Cougar Loggincamp – "Second Growth" Пародија - John Mellencamp                                             | 5.11.1994.  |
| 16  | Комуникације          | Mary Chapin Communicator – "How Can We Communicate" Пародија "He Thinks He'll Keep Her" - Mary Chapin Carpenter | 12.11.1994. |
| 17  | Кретање               | Momentisey – "The Faster You Push Me" Пародија "The More You Ignore Me, the Closer I Get" - Morrissey           | 19.11.1994. |
| 18  | Рептили               | Без музике | 26.11.1994. |
| 19  | Атмосфера             | Warm -n- Wetta – "Fresh Aire" Пародија - Salt N Pepa                                                            | 2.12.1994.  |
| 20  | Дисање                | Ali Veoli – "What A Pair"                                                                                       | 7.1.1995.   |

### Трећа сезона
| Бр. | Име               | Музика                                                                                  | Емитована   |
| --- | ----------------- | --------------------------------------------------------------------------------------- | ----------- |
| 1   | Планете           | Без музике                                                                              | 14.1.1995.  |
| 2   | Притисак          | PSI Garden – "Pressure" Пародија "Spoonman" - Soundgarden                               | 21.1.1995.  |
| 3   | Биљке             | Rhoda Dendron – "Cross Pollination" Пародија "Human Behaviour" - Björk                  | 28.1.1995.  |
| 4   | Камење и земљиште | Sedimentary Fools – "Rocks Rock Harder" Пародија "Basket Case" - Green Day              | 3.2.1995.   |
| 5   | Енергија          | The ERG's – "N-R-G" Пародија "Sabotage" - The Beastie Boys                              | 10.2.1995.  |
| 6   | Еволуција         | Evolver – "Survival" Пародија "Revolution" - The Beatles                                | 18.2.1995.  |
| 7   | Кружење воде      | J.A.C. – "Water Cycle Jump" Пародија "Jump" - Kris Kross                                | 24.3.1995.  |
| 8   | Трење             | Grace Slip – "Friction Happens"                                                         | 31.3.1995.  |
| 9   | Бацили            | Dose of Soap – "Just Wash Your Hands" Пародија "Don't Turn Around" - Ace of Base        | 7.4.1995.   |
| 10  | Клима             | Climate Report – "Whether the Weather" Пародија "Lucas With The Lid Off" - Lucas Secon  | 14.4.1995.  |
| 11  | Таласи            | Big Amplitude – "Baby I Love Your Wave" Пародија "Baby, I Love Your Way" - Big Mountain | 21.4.1995.  |
| 12  | Океански живот    | James Baleen – "Power To The Plankton" Пародија James Brown                             | 28.4.1995.  |
| 13  | Сисари            | Fake Fur – "Jennifer's A Mammal" Пародија "Institutionalized" - Suicidal Tendencies     | 8.9.1995.   |
| 14  | Пролеће           | House of Spin – "Spin Around" Пародија "Jump Around" - House of Pain                    | 15.9.1995.  |
| 15  | Рибе              | Salmon Dave – "I'm a Sole Man" Пародија "Soul Man" - Sam & Dave                         | 22.9.1995.  |
| 16  | Транспорт         | Carpoolio – "Move Groove" Пароидја "Fantastic Voyage" - Coolio                          | 26.9.1995.  |
| 17  | Мочваре           | Maria and the Mudflats – "Where The Land is Wet"                                        | 6.10.1995.  |
| 18  | Птице             | LL Bloo J. – "Talkin' Bout Birds"                                                       | 13.10.1995. |
| 19  | Популација        | Shirell Crow – "All We Need To Do" Пародија "All I Wanna Do" * Sheryl Crow              | 20.10.1995. |
| 20  | Животињски свет   | Bjorn Turun – "Loco Motion" Пародија "Everything Zen" - Bush                            | 27.10.1995. |

| Бр. | Наслов              | Музика | Емитована   |
| --- | ------------------- | --- | ----------- |
| 1   | Реке и потоци       | Talking Headwaters – "Take Me To The River" Пародија "Take Me to the River" - Talking Heads                              | 3.11.1995.  |
| 2   | Прехрана            | Knute Trishan – "Good Food" Пародија Nine Inch Nails/Trent Reznor                                                        | 10.11.1995. |
| 3   | Морски сисари       | Marina Cesealia – "Breathe Like Me" Пародија "I Know" - Dionne Farris                                                    | 17.11.1995. |
| 4   | Земљотреси          | Mistah Richter – "Earthquake Rumble" Пародија Dave Matthews Band                                                         | 24.11.1995. |
| 5   | 11 најбољих епизода | Mudhoney – "Bill Nye The Science Guy Theme"                                                                              | 1.12.1995.  |
| 6   | Пауци               | Foo Spighters – "This is A Spiders Life" Пародија "This Is a Call" - Foo Fighters                                        | 5.1.1996.   |
| 7   | Пренасељеност       | Без музике | 12.1.1996.  |
| 8   | Вероватноћа         | Steven Odd – "50 Fifty" Пародија "Loser" - Beck                                                                          | 19.1.1996.  |
| 9   | Псеудонаука         | Dare L. Pseudo – "Pure Proof" Пародија "100% Pure Love" - Crystal Waters                                                 | 26.1.1996.  |
| 10  | Цвеће               | Daisy Birdsenbees – "So Many Flowers"                                                                                    | 2.2.1996.   |
| 11  | Археологија         | Mob Barley – "Diggin'" Пародија "Jamming" - Bob Marley                                                                   | 9.2.1996.   |
| 12  | Пустиње             | Deserette – "Always Dry" Пародија"You Oughta Know" - Alanis Morissette                                                   | 16.2.1996.  |
| 13  | Водоземци           | P-Swamp All Stars with DJ Hoppy – "The Amphidelic Mothership Metamorphisis" Пародија George Clinton the P-Funk All Stars | 23.2.1996.  |
| 14  | Вулкани             | Volcanque – "Lavaflows" Пародија"Waterfalls" - TLC                                                                       | 31.1.1997.  |
| 15  | Кичмењаци           | S. Khar Go – "Crawl Away" Пародија "Runaway" - Janet Jackson                                                             | 7.2.1997.   |
| 16  | Топлота             | Vinny Vein and the Pumpers – "Gimme Back My Heart"                                                                       | 14.2.1997.  |
| 17  | Изуми               | En Vent and the Process – "It's An 'ing Thing"                                                                           | 21.2.1997.  |
| 18  | Компјутери          | La Binary – "One Zero 001" Пародија "Be My Lover" - La Bouche                                                            | 25.4.1997.  |
| 19  | Фосили              | Etchton Stone – "Fossil Man" Пародија "Rocket Man" - Elton John                                                          | 5.9.1997.   |
| 20  | Време               | The Tim E. Zone Experience – "Time Time Time Time Time..." Пародија "Time Has Come Today" - The Chambers Brothers        | 12.9.1997.  |

### Пета сезона
| Бр. | Наслов                   | Музика | Емитовање   |
| --- | ------------------------ | --- | ----------- |
| 1   | Форензика                | Krime Seen – "We Will Find You" Пародија "We Will Rock You/We Are the Champions" - Queen                        | 19.9.1997.  |
| 2   | Истражовање свемира      | The Space Princess of Galactic Grooviness – "Planets All" Пародија "Set You Free" - Planet Soul                 | 26.9.1997.  |
| 3   | Гени                     | Alice in Genes – "It's Called Genetics" Пародија "Killing in the Name" - Rage Against the Machine               | 17.10.1997. |
| 4   | Архитектура              | The Artist Formerly Known as Archie T. – "Makin' Plans" Пародија "All Mixed Up" - 311                           | 24.10.1997. |
| 5   | Обрађивање земљишта      | Chris Ballew – "Farm Food" Пародија "Peaches" - The Presidents of the United States of America                  | 31.10.1997. |
| 6   | Циклус живота            | Roberta Fungi – "Everything Has A Life Cycle" Пародија "Killing Me Softly" - Roberta Flack                      | 14.10.1997. |
| 7   | "Уради сам" наука        | Nye & The Family Crust – "Do It Yourself Science" Пародија "Hell" by Squirrel Nut Zippers                       | 21.11.1997. |
| 8   | Атоми                    | Third Nye Blind – "Atoms in My Life" Пародија "Semi Charmed Life" - Third Eye Blind                             | 28.11.1997. |
| 9   | Истраживање океана       | The Posies – "Voyage of the Aquanauts" Пародија "Flavor of the Month"                                           | 5.12.1997.  |
| 10  | Језера                   | The Foggy Boyz – "Fond of Lakes and Ponds" Пародија "Tha Crossroads" - Bone Thugs-n-Harmony                     | 21.2.1998.  |
| 11  | Мирис                    | Turbinator Two – "Come On Use Your Brain (Smell This)" Пародија "C'mon N' Ride It (The Train)" - Quad City DJ's | 28.2.1998.  |
| 12  | Пећине                   | Batilda & Guano – "Cave Thing" Пародија "Shake Your Groove Thing" - Peaches & Herb                              | 25.4.1998.  |
| 13  | Течности                 | Weflo – "Drip it" Пародија "Whip It" - Devo                                                                     | 2.5.1998.   |
| 14  | Ерозија                  | Earth, Wind & Ice – "Causing the Erosion" Пародија No Doubt                                                     | 9.5.1998.   |
| 15  | Комете и метеори         | Halley Comet – "Got Me Looking" Пародија "Shadowboxer" - Fiona Apple                                            | 16.5.1998.  |
| 16  | Олује                    | Mighty Mighty Thundertones – "Stormin" Пародија The Mighty Mighty Bosstones                                     | 23.5.1998.  |
| 17  | Мерење                   | The Meter Men – "Every Measurement You Make" Паордија "Every Breath You Take" - The Police                      | 30.5.1998.  |
| 18  | Шаблони                  | Downward Spiral – "Patterns of Joy" Пародија "Breathe" - The Prodigy                                            | 6.6.1998.   |
| 19  | Музика                   | "There's Science In Music" Пародија "The Time Warp" - Richard O'Brien                                           | 13.6.1998.  |
| 20  | Покрет (финална епизода) | Slow Moe – "All in Motion" Пародија"Hot for Teacher" - Van Halen                                                | 20.6.1998   |

## Медији
Компанија Волт Дизни је избацила све епизоде емисије на DVD-у, поводом 20-е годишњице емисије.
Од 17. маја 2015. године, 31 епизода серије се могу наћи на Нетфликс-у.
Ове исте епизоде су такође доступне и на иТјунс-у.

## Видео игрица
Видео игрица, Бил Нај научниче: заустави стену!, је изашла на тржиште 1996. године за Microsoft Windows и Мекинтош.
У игри, велики метеороит прети да се судари са Земљом. Тим научника развија ласерски сателит, који се зове МааКс, како би уништили метеорит. Међутим, МааКс развија свест и одбија да спасе планету, осим ако научници Земље не успеју да реше седам научних загонетки. Нај одлучује да прихвати изазов, а играч, приказан као најновији члан тима Најеве лабораторије је задужен за одговоре.